# Patagón (tanque)
Patagón é um tanque argentino que utiliza torres 105 mm do francês AMX-13 e utilizando a base do SK 105 feito pela empresa austriaca Steyr.